# Piz Bernina
Piz Bernina (4049 m n. m.) je nejvyšší vrchol Východních Alp a zároveň jediný s výškou přesahující 4000 m. Leží na hranici Švýcarska a Itálie. Ve Švýcarsku náleží do kantonu Grisonsko a v Itálii do provincie Sondrio. Na jih, do Itálie, spadá spolu s vrcholem Piz Roseg skalnatými stěnami až 1000 m vysokými a k severu zase visutými ledovci opancéřovanou severní stěnou. Piz Bernina je vzdálenostně nejbližším čtyřtisícovým vrcholem z České republiky. Z Piz Bernina je dohledné Monte Viso v Kottických Alpách, 291 km vzdálené.

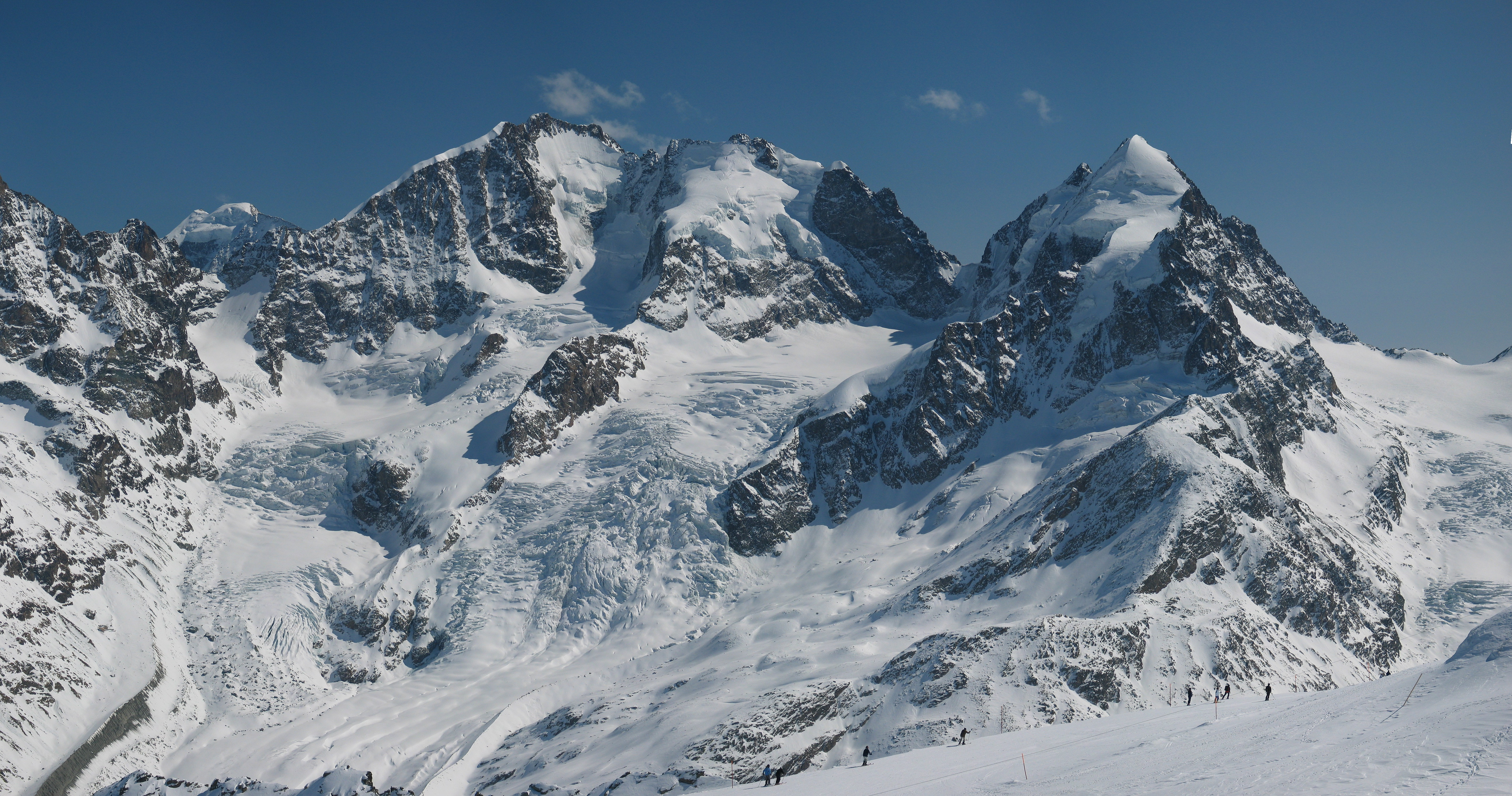
Vlevo Piz Bernina, vpravo Piz Roseg od severu

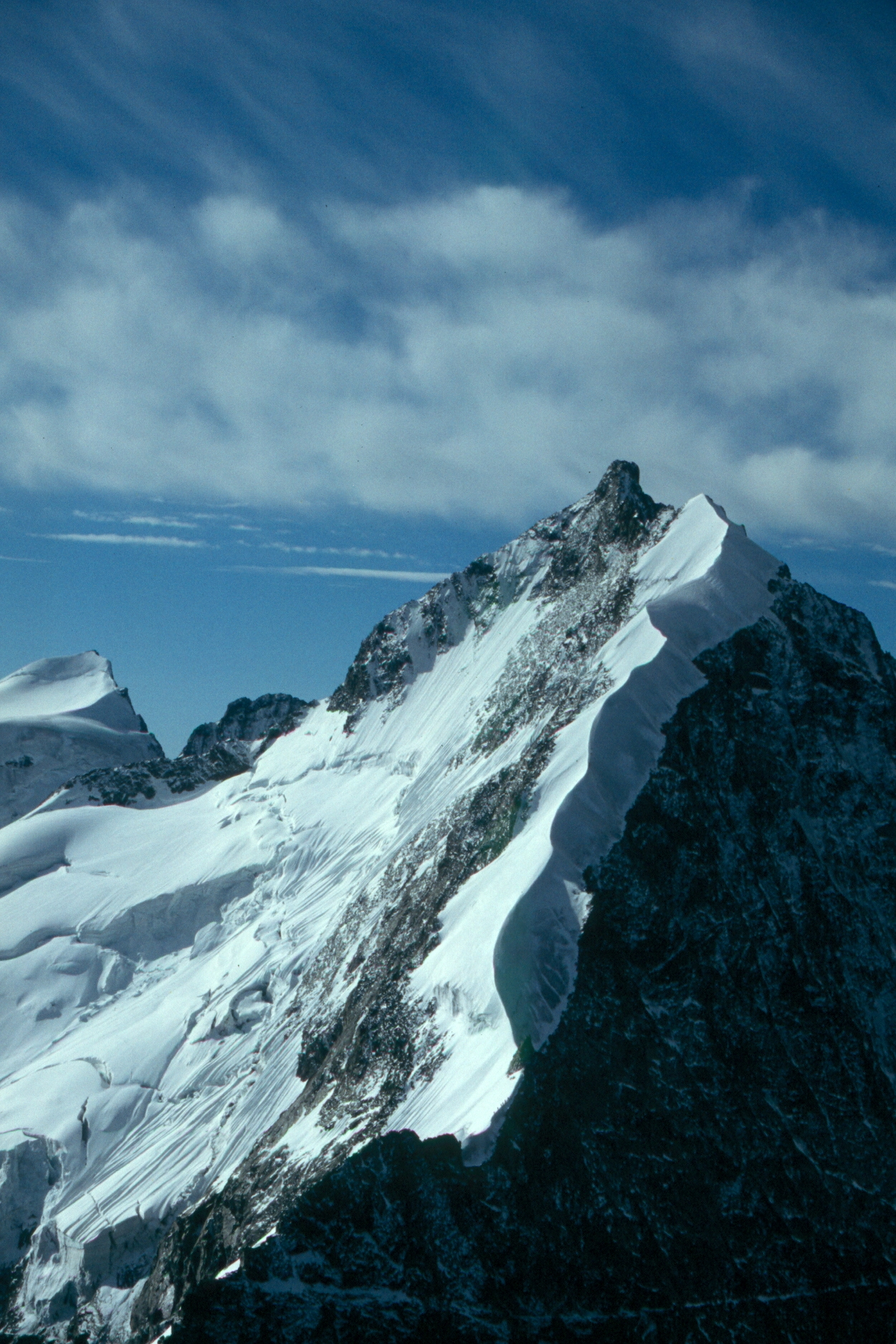
Hřeben Biancograt

## Panorama

Pohled na masiv od chaty Diavolezza

## Výstupy

### Klasické cesty

#### Itálie
Obtížnost výstupu z Itálie i Švýcarska je oficiálně ohodnocen stupněm PD. K výstupu je nutno mít ledovcovou výzbroj a ovládat techniku slaňování a jištění.
Výstup začíná na konce silnice vedoucí ze Sondria do oblasti přehradní nádrže Campomoro. Odtud stoupá cesta k chatě Rif. Carate Brianza (2662 m). Zde končí většina vystupujících turistů. Skutečným opěrným bodem výstupu je však výše položená horská chata Rif. Marinelli Bombardieri (2813 m). Trasa výstupu dále vede po ledovci Scerscen Superiore a ke konci velmi strmě stoupá zajištěnou cestou (obtížnost C) k chatě Rif. Marco e Rosa (3609 m). Výstup dále vedeme sněžným polem k prvním skalám pod hřebenem Spallagrat. Ty přelézáme – II (UIAA) a dostáváme se tak na hřeben, kde čeká ještě lezení ve skále obtížnosti II–III (UIAA). Jištění se zde doporučuje vlastní (nýty, slaňovací kruhy instalovány). Tím dosáhneme předvrcholu La Spalla (4020 m). Dále prudce doprava úzkým sněhovým hřebenem Spallagrat pod skalnatý vršek. Již lehčím lezením kruchými skálami na vrchol.
Délka: Campomoro – Rif.Carate Brianza (3 hod.) – Rif. Marinelli (1 hod.) – Rif. Marco e Rosa (3 hod.) – Piz Bernina (2.30 hod.) – sestup (6 hod.) – Celkem 15–16 hod. Nutno rozdělit do dvou dní.

#### Švýcarsko
Přístup na chatu Marco e Rosa ze švýcarské strany je obecně brán jako těžší. Avšak cesta je daleko frekventovanější. Jako výchozí bod se dá považovat žel. stanice Morteratsch na Rhétské dráze nedaleko Pontresiny. Cesta vede lehce k chatě Rif. Boval (2495 m). Od chaty pokračuje podle ledovce Morteratsch, později sejde přímo na něj. Traverzuje se téměř po celé šířce až skalnatý „ostrov“ Isla Persa. Dále sestupuje na ledovec Pers a přechází ho ve směru z dálky viditelného komplexu chaty Diavolezza. Výhodnější (ale ne nutné) je dosažení chaty a napojení na ledovcových chodník odsud. Od chaty stoupá chodník sněhovým svahem a cesta nastupuje na výraznou skalnatou hranu Fotezzagrat (I–II. UIAA). Po překonání hřebene dosahuje cesta horního patra ledovce Pers, který traversuje, v západním směru pod věží Crast Agüzza, až do sedla Fuorcla Cresta Agüzza (3601 m). Dalším 300metrovým traversem dosahuje chatu Marco e Rosa. Odtud pokračuje výstup stejně jako italská varianta.
Délka: žel. stanice Morteratsch – Boval (2 hod.) – Diavolezza (2 hod.) – Marco e Rosa (5 hod.) – Piz Benina (2.30 hod.) – sestup 8 hod. – celkem 19.30 hod. Nutno rozdělit minimálně do dvou dní.

### Horolezecké cesty

#### Biancograt
Oficiální hodnocení obtížnosti hovoří o stupni AD s lezeckými partiemi III (UIAA).
Údolní varianta trasy Biancograt (Bílý hřeben) vede přímo z Pontresiny k hotelu Roseggletscher (9 km). Ještě cestou na okraji ledovcové morény míjí chatu Chamanna Tschierva (2573 m) (nocleh vhodný). První část cesty vede na sedlo Fuorcla Prievlusa. Dříve se chodilo přímo ledovcem a na závěr lezením v ledovém kuloáru. Dnes je obvyklý směr výstupu nejdříve pěšky po značené stezce vlevo od ledovce (ve směru výstupu) a na závěr lezením zajištěnou trasou (via ferrata) po skále vlevo od sedla. Dosažení sedla může být orientačně velmi obtížné. Trasa výstupu pokračuje hřebenem přímo přes skály. Některé překážky na hraně obchází zleva, jiné zprava. Takto místy velmi exponovaně dosahuje sněhový hřeben Biancograt. Ten je zpočátku široký, později se zužuje. Terén je velmi strmý a nafoukaný sníh zde často tvoří mohutné převěje. Podle schopností horolezce a podmínek v terénu lze tento úsek překonat za 1.30 hodiny nebo také za 4 hodiny. Strmost sněhu či ledu zde dosahuje až 55°. Na jeho konci cesta pokračuje opět po skále. Nejprve asi 15 m slanění a dále traverz skal zleva ve stupni III (UIAA). Dále výstup vzhůru a asi 25 m ledovou policí obchází skalní věže v hřebeni. Zpět na hřeben a ledovým kuloárem nebo skalami zpět. K vrcholu vede krátká ale prudká sněhová hrana.

## Chaty
- Rifugio Carate Brianza (2662 m) – kapacita 32 lůžek, 3 winterraum
- Rifugio Marinelli Bombardieri (2813 m) – kapacita 220 lůžek, 15 winterraum
- Rifugio Marco e Rosa (3609 m) – kapacita 50 lůžek, 32 winterraum
- Chamanna da Tschierva (2573 m) – kapacita 100 míst
- Chamanna Boval (2495 m) – kapacita 120 míst
- Chamanna da Diavolezza (2973 m) – kapacita 234 lůžek